# Cyphacris
Cyphacris är ett släkte av insekter. Cyphacris ingår i familjen gräshoppor.
Kladogram enligt Catalogue of Life:
| Cyphacris | \| \| Cyphacris bimaculata \| \| \| \| \| \| Cyphacris decorata \| \| \| \| \| \| Cyphacris picticornis \| \| \| \| |
|           | \| \| Cyphacris bimaculata \| \| \| \| \| \| Cyphacris decorata \| \| \| \| \| \| Cyphacris picticornis \| \| \| \| |
|           | Cyphacris bimaculata                                                                                                |
|           | |
|           | Cyphacris decorata                                                                                                  |
|           | |
|           | Cyphacris picticornis                                                                                               |
|           | |